# Faucon laggar
Falco jugger
Espèce
Statut CITES
Statut de conservation UICN

 NT  : Quasi menacé
Le Faucon laggar (Falco jugger) est une espèce de rapaces diurnes de la famille des Falconidae.

## Morphologie
Sur le terrain, le laggar apparaît plus petit que le faucon sacré. La tête porte un capuchon roux et noir foncé. Deux longues moustaches partent des yeux et barrent les joues blanches. Il se distingue du Faucon pèlerin par son dessous blanc moucheté de noir mais non barré. Le faucon laggar peut être confondu avec le Faucon lanier dont il est le cousin indien et à qui il ressemble beaucoup par la taille et la couleur du plumage

## Comportement
Le faucon laggar est un bon voleur même s'il n'est pas aussi performant que le Faucon pèlerin. Le couple reste uni toute l'année et chasse parfois de concert, chacun se répartissant un rôle particulier. Il ne s'approvisionne pas uniquement grâce à la prédation. Le laggar est connu pour la récupération de cadavres de petits oiseaux qui ont été délaissés ou abandonnés par les chasseurs. Le couple s'installe sur un territoire et est résolument sédentaire. A l'intérieur de leur fief, on peut les apercevoir perchés dans des arbres, sur des rochers ou sur le toit d'immeubles. Les laggars survolent également leur territoire à haute altitude.

### Reproduction

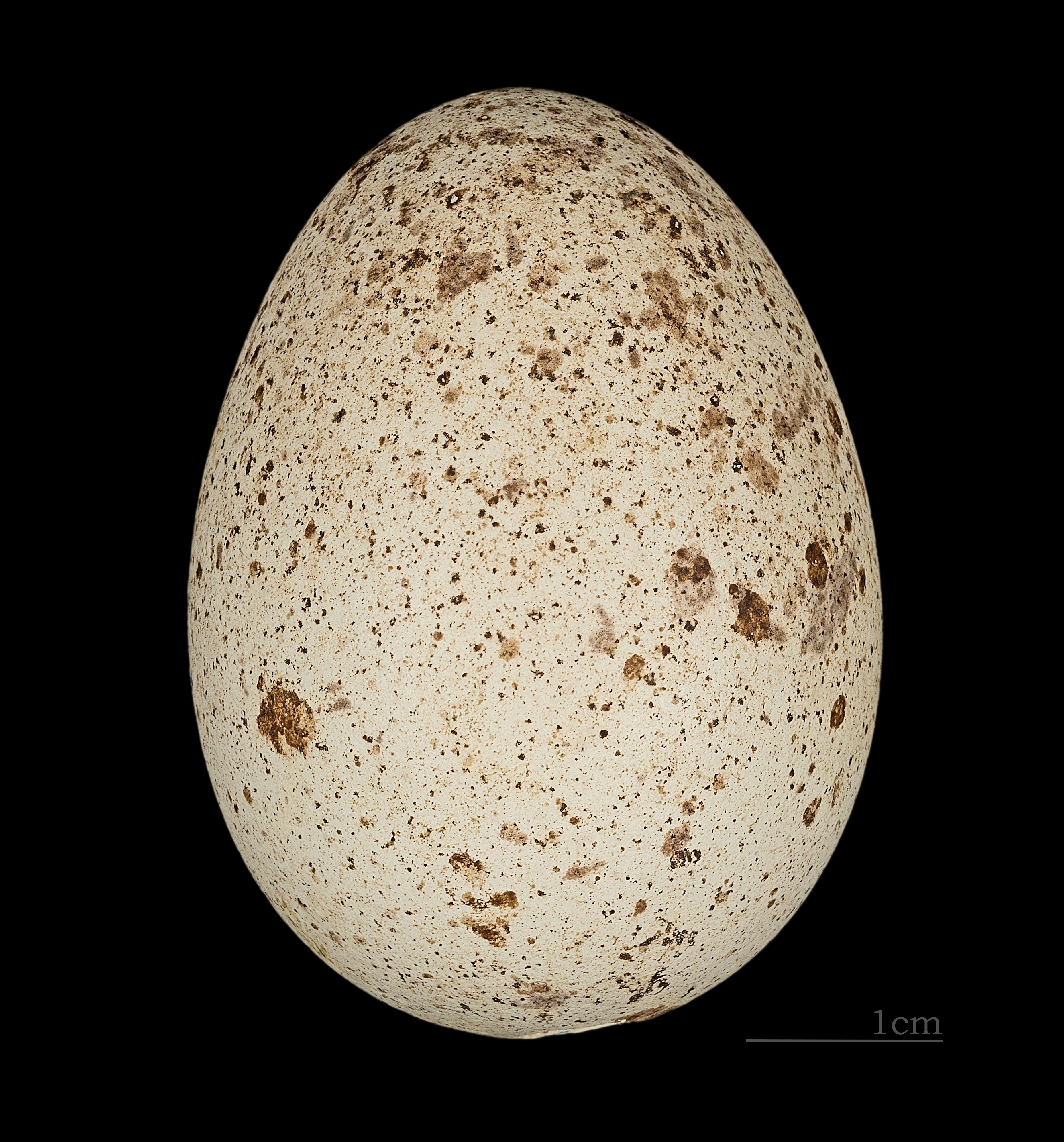
Œufs de Falco jugger Muséum de Toulouse

Chez les faucons laggar, la maturité sexuelle est atteinte à 2 ou 3 ans. En mars-avril , la femelle pond 3 ou 4 œufs dont l'incubation dure environ 30 jours. Les jeunes restent au nid entre 42 et 49 jours avant de prendre leur premier envol.

## Répartition et habitat
On trouve les faucon laggar dans le sous-continent indien, de l'extrême sud-est de l'Iran, du sud-est de l'Afghanistan et du Pakistan jusqu'à l'Inde (des collines de l'Himalaya en direction du sud jusqu'au Nord Kérala et le nord du Timul Nadu), ainsi qu'au Népal, au Bhoutan, au Bangladesh et au nord du Myanmar. Les oiseaux fréquentent les zones boisées arides ouvertes et les paysages ouverts avec une couverture arbustive clairsemée. On estime son aire de distribution à plus de quatre millions de kilomètres carrés.

Dans les années 60, l'espèce était commune dans toutes les régions, mais elle a décliné fortement depuis. Aux alentours de 1970, on estimait sa population entre 10 et 25 mille couples. La régression a surtout été sensible au Pakistan et dans le nord-ouest de l'Inde où l'on pratique l'agriculture d'épandage et l'utilisation de pesticides. Bien qu'au Bangladesh et au Népal la population soit rare, le nombre d'oiseaux reste toutefois proche de 10 000 individus. Au Pakistan, du moins, l'espèce qui est cependant moins appréciée que le faucon sacré, est menacé par les braconniers qui veulent l'utiliser pour la fauconnerie.

## Systématique
L'espèce Faucon laggar a été décrite par le zoologiste britannique John Edward Gray en 1834 .